# William Ireland (jesuita)
William Ireland (1636-24 de enero de 1679) fue un jesuita inglés de Lincolnshire. Fue ejecutado durante el reinado del rey Carlos II de Inglaterra por participar en el "complot papista" contra el rey. Es un mártir católico y fue beatificado en 1929.

## Primeros años
Ireland era el hijo mayor de William Ireland de Crofton Hall, Yorkshire, y Barbara, una hija de Ralph Eure, tercer barón de Eure de Washingborough, Lincolnshire, y su primera esposa Mary Dawnay.  Tenía varias hermanas, a las que se mantuvo cercano, y que trabajaron incansablemente para demostrar su inocencia durante la conspiración. Se educó en el English College, St. Omer; admitido en la Compañía de Jesús en Watten, 1655]; profeso, 1673; y fue durante varios años confesor de las clarisas en Gravelines.

## Complot papista
En 1677, fue enviada a la misión inglesa y nombrado procurador de la provincia. En la noche del 28 de septiembre de 1678, fue arrestado por agentes dirigidos por Titus Oates, el inventor de la Conspiración y llevado ante el Consejo Privado. Entre los que compartieron su destino se encontraba John Grove, un laico y ocupante nominal de esa parte de Wild House, Londres, ocupada por los jesuitas y la Embajada de España; también Thomas Jenison y John Fenwick. Se dice que Ireland y Grove, junto con Thomas Pickering, planearon el 19 de agosto, en las habitaciones del jesuita William Harcourt, asesinar al rey Carlos II de Inglaterra en Newmarket. Oates y William Bedloe juraron que Grove tendría 1500 libras esterlinas para el trabajo y Pickering 30.000 misas. El testimonio jurado de Oates y Bedloe impresionó al jurado, y el presidente del Tribunal Supremo, William Scroggs, resumió contra Ireland. A pesar de la impresionante coartada de Ireland, que más tarde avergonzaría gravemente a la Corona, y de muchas pruebas de la mala reputación de sus acusadores, presentadas por sus hermanas, fue declarado culpable.
Después de estar recluido en la prisión de Newgate, Ireland fue condenado a muerte el 17 de diciembre. Ireland escribió un diario en Newgate, que contaba todos los días de su ausencia de Londres entre el 3 de agosto y el 14 de septiembre. Se ha dicho que este relato, que fue apoyado por varios testigos creíbles como Jane Harwell de Wolverhampton, en cuya casa se había alojado durante el período crucial, causó a los jueces más problemas que cualquier otra prueba individual presentada para el acusado durante las pruebas de la trama. El rey, habiendo escuchado la coartada de Ireland,dijo que "no tenía ningún tipo de satisfacción con la verdad de las pruebas (es decir, las pruebas contra él), sino más bien con su falsedad".  Sin embargo, una sirvienta llamada Sarah Paine (de la que se sabe muy poco) juró que vio a Ireland en Fetter Lane el 20 de agosto, y los jueces dictaminaron que esto en sí mismo refutaba la coartada de Ireland.

## Ejecución
Después de dos indultos, durante los cuales el Rey y el Consejo Privado examinaron detenidamente la coartada de Ireland, Ireland y Grove fueron ejecutados juntos en Tyburn, Grove diciendo: "Somos inocentes, perdemos nuestras vidas injustamente, rogamos a Dios que perdone a los que son los  causas de ello". El Rey, que ya había declarado en privado que eran inocentes, como un acto especial de clemencia ordenó que se les permitiera colgarlos hasta que estuvieran muertos, evitándoles así los habituales horrores del dibujo y despiece.

## Consecuencias
Robert Jenison publicó posteriormente una deposición contra la coartada de Ireland, y se presentaron más cargos contra Ireland en la Narrativa de John Smith que contiene un descubrimiento adicional de la trama papista de 1679. Por otro lado, más tarde se consideró que las pruebas falsas de Oates contra Ireland eran de tal importancia que formaron una acusación separada en su juicio por perjurio en 1685. Este paso inusual puede reflejar la opinión privada fuertemente expresada del rey Carlos II (quien murió pocos días antes de que comenzara el juicio) que Ireland era inocente. La Corona bien pudo haber tenido una conciencia incómoda acerca de la decisión de rechazar la coartada de hierro fundido de Ireland, que los había preocupado lo suficiente como para que se debatiera dos veces ante el Consejo Privado, y que fue concluyente en el juicio de Oates, cuando no pudo  presentar a su testigo decisivo, la escurridiza sirvienta Sarah Paine.